# Sawbridgeworth
Sawbridgeworth is een civil parish in het bestuurlijke gebied East Hertfordshire, in het Engelse graafschap Hertfordshire. De plaats telt 8458 inwoners.